# Maximilian Hell

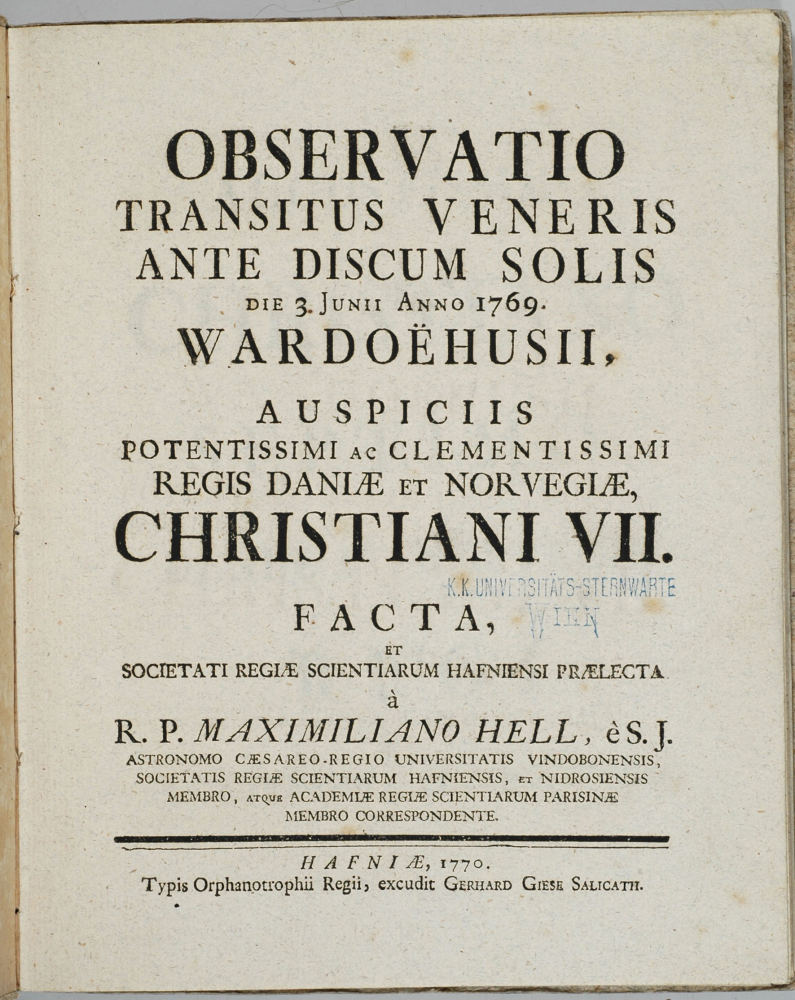
Observatio transitus Veneris ante discum Solis, 1770

Maximilian Hell (n. 15 mai 1720, Schemnitz, Monarhia Habsburgică – d. 14 aprilie 1792, Viena, Monarhia Habsburgică) a fost un profesor iezuit, întemeietorul Observatorului Astronomic din Cluj, apoi director al Observatorului Astronomic din Viena (din 1755). Hell a fost un savant apreciat și căutat în lumea științifică a secolului al XVIII-lea. Regele Christian al VI-lea al Danemarcei l-a invitat la Vardø, unde în anul 1769 au urmărit împreună Tranzitul lui Venus. 
Pe baza măsurătorilor efectuate între 1761 și 1769 cu privire la Tranzitul lui Venus, Hell a calculat distanța dintre Pământ și Soare, pe care a stabilit-o ca fiind de 152 milioane de kilometri (valoarea exactă este de 149,6 milioane de kilometri). În Vardø există două plăci în memoria lui Hell.
În anul 1771 a devenit membru al Academiei Regale Suedeze de Științe.

## Biografie

### Familia
Maximilian Hell avea 21 de frați și surori. De obicei originea sa este indicată ca germană (prin străbunii săi și prin limbă) sau slovacă (întrucât locul nașterii sale se află în Slovacia de astăzi); Hell însuși, cel puțin începând din 1750, își zice « maghiar ».
Fratele său, Jozef Karol Hell, este coinventatorul unei pompe hidraulice pentru scoaterea apei din mine.

### Studii și formare
Intrat la 18 octombrie 1738 în Compania lui Isus, Hell a făcut studii de filosofie la Viena (1740-1743), apoi de matematici sub îndrumarea lui Erasmus Fröhlich. Încă din această epocă, el a fost atras îndeosebi de astronomie. A colaborat cu directorul observatorului, Joseph Franz. În 1745 el a publicat o nouă ediție a lucrării în italiană Algebra de Giovanni Francesco Crivelli.
Hell a predat în Slovacia din 1745 până în 1747, apoi și-a făcut la Viena studiile de teologie (1747–1751) după care a fost hirotonit preot, în 1751.
Între anii 1753-1755 a fost profesor la colegiul academic iezuit din Cluj, unde a întemeiat Observatorul Astronomic din Cluj și a publicat, în 1755, o primă carte importantă, Compendia operationum arithmeticarum. A devenit unul din membrii ofensivi în științe, ai Ordinului Iezuit, înainte de suprimarea temporară a acestuia în 1773.
La moartea astronomului curții, Giovanni Jacopo de Marinoni (1676–1755), Hell a devenit director al Observatorului din Viena, din 1755. Din 1757 a început să publice, în fiecare an, tabele astronomice, Ephemerides astronomicae ad meridianum Vindobonemsem (Efemeride astronomice pentru meridianul Vienei).

#### Activitatea în Transilvania
Maximilian Hell a fost asistent al profesorului Joseph Franz, tot iezuit, la Universitatea din Viena. Imediat după hirotonirea sa ca preot în anul 1752, Hell a fost trimis la Cluj, cu misiunea de a consolida colegiul academic iezuit din Cluj, care ținea de provincia austriacă a ordinului. Hell a devenit unul din cei șapte profesori ai colegiului academic din Cluj (la care se adăuga rectorul). Domeniile sale de predare au fost matematica și astronomia.
Înainte de a se întoarce la Viena, a publicat la Cluj Compendia varia praxesque omnium operationum arithmeticorum (1755) și Elementa Mathematicae, un manual de matematică în trei părți.

### Venus și Laponia
Christian al VII-lea, rege al Danemarcei și Norvegiei, l-a invitat pe Hell să meargă la Vardø, în ținutul sami, din extremul nord al Norvegiei, pentru a observa tranzitul lui Venus din 1769. Fiind participant al echipei de observații a tranzitului din 1761, el este de data aceasta este un pic „la marginea” proiectului internațional condus de Joseph Jérôme Lefrançois de Lalande; el este, în primul rând, responsabil față de Christian al VII-lea, dar cu condiții foarte avantajoase.
Hell a avut ideea să profite de călătorie pentru a face și alte studii, meteorologice și geomagnetice de exemplu. L-a avut drept asistent pe János Sajnovics, astronom și iezuit ca Hell, dar care, fiind maghiarofon, a avut drept sarcină deosebită să progreseze în studiul relației dintre maghiară și sami, limbi bănuite de mult timp că sunt înrudite. Cel de-al doilea asistent al lui Hell se numea Borgrewing; era botanist, dar i s-a dat un telescop pentru observații.
Hell a rămas în Norvegia opt luni. A anunțat, la reîntoarcere, că are în vedere publicarea a trei cărți, dintre care niciuna nu va vedea lumina tiparului; ordinul său a fost suprimat de papă în 1773.
Expediția este ocazia unei mici dispute cu Lalande, care nu știa că Maximilian Hell urma să observe în Laponia și care a trebuit să sufere că rezultatele trebuiau să fie comunicate mai întâi regelui Christian al VII-lea (care a durat luni din cauza călătoriei), și nu Academiei Franceze de Științe. La moartea lui Hell, Lalande a precizat că nu-l mai bănuia pe Hell că a întârziat publicarea rezultatelor sale, pentru a le alinia cu cele ale altora, și i-a adus acestuia un vibrant omagiu.
Din contra, este gravă acuzația adusă împotriva lui Hell, după moartea sa, de către Carl Ludwig von Littrow, succesor al lui Hell la Observatorul din Viena. Littrow vede în carnetul de observații manuscris corecții, rescrieri de numere și litere. Acest lucru l-a determinat în 1835 să reanimeze suspiciunile ridicate anterior și să le dea greutate. Abia în 1883, la un secol după moartea lui Maximilian Hell, un studiu îngrijit al carnetului de observații al lui Hell, redactat de către Simon Newcomb, l-a reabilitat complet.

## Publicații (selecție)
Tratatele lui Maximilian Hell au fost publicate în latină, iar spre sfârșitul vieții, în germană.

### Matematici
- Elementa algebrae Joannis Crivellii magis illustrata et novis demonstrationibus et problematibus aucta, Vindobona [Viena], 1745
- Elementa arithmeticae numericae et literalis seu algebrae, 1761, Ediția a 3-a; 1773, Ediția a 4-a Elemente de aritmetică numerică și literală, sau algebră

### Astronomie

#### Efemeride
- Vezi de exemplu , online: Ephemerides astronomicae anni 1765 ad meridianum Vindobonensem … a Maximiliano Hell, e S. J.… Adjectis observationibus annorum 1763, et 1764 cum Appendice tabularum planetarum, Viena, Trattner. Acest titlu, cum se obișnuia în epocă, descria conținutul:

| Element                               | Descriere    |
| ------------------------------------- | ------------ |
| Efemeride astronomice                 | conținut 1   |
| din anul 1765                         | precizarea 1 |
| la meridianul Vienei                  | precizarea 2 |
| de Maximilian Hell                    | autor        |
| din Societatea lui Isus               | precizare    |
| În anexă observațiile                 | conținut 2   |
| anii                                  | precizare    |
| 1763                                  | precizarea 1 |
| 1764                                  | precizarea 2 |
| Cu un apendice la tabelele planetelor | conținut 3   |

Efemeridele sunt previziuni ale unui an viitor; observațiile povestesc ceea ce a fost văzut. Această carte cuprinde uneori și o listă de „probleme” cu soluția lor, procedeu asemănător cu cel practicat în forumurile de discuții pe internet.
- Într-un singur volum, anii
  - 1771 și
  - 1772

- Observații (doar) din 1758 : Observationes astronomicae anni 1758.

#### Tranzituri ale lui Venus
- 1761
  - Transitus Veneris per discum Solis anni 1761 — Die astronom. 5. Junii — Calculis definitus et methodis observandi illustratus, Viena, Trattner, 1762 Vezi și Efemeride pentru anul 1762. Tranzitul lui Venus peste discul Soarelui din anul 1761 — 5 iunie, zi astronomică — Definită prin calcule și ilustrată prin metode de observație.
  - Observatio transitus Veneris ante discum Solis die 5ta junii 1761. Una cum observationibus satellitum Jovis in observatorio Caes. Reg. publ. universitatis habitus, adjectis observationibus ejusdem transitus Veneris factis a variis per Europam viris observendo exercitatis cum appendice aliarum nonnullarum observationum, Viena, Trattner, IV, 124 p., t. 2.
- 1769
  - Observatio transitus Veneris ante discum Solis die 3. Junii anno 1769 Wardoëhusii, Copenhaga, 1770. Cea mai cunoscută observație a lui Hell.

#### Calcule astronomice
- Von der wahren Grösse, die der Durchmesser des vollen Mondes zu haben scheint, wenn man mit freyem Auge ansieht, Viena, 1775. Lucrare despre modul de calcul al diametrului Lunii.

### Liste de scrieri
Hell a fost un autor foarte prolific. Făcând aluzie la Éphémérides, Lalande scrie, poate cu o urmă de invidie: 
„on peut compter trente-sept volumes de ses ouvrages, indépendamment de plusieurs autres”
.
- Augustin de Backer, Alois de Backer și Charles Sommervogel, Bibliothèque des écrivains de la Compagnie de Jésus, vol.2, 1872, Dă o listă de 29 de titluri în afară de Éphémérides (Efemeridele) anuale.

## Onoruri

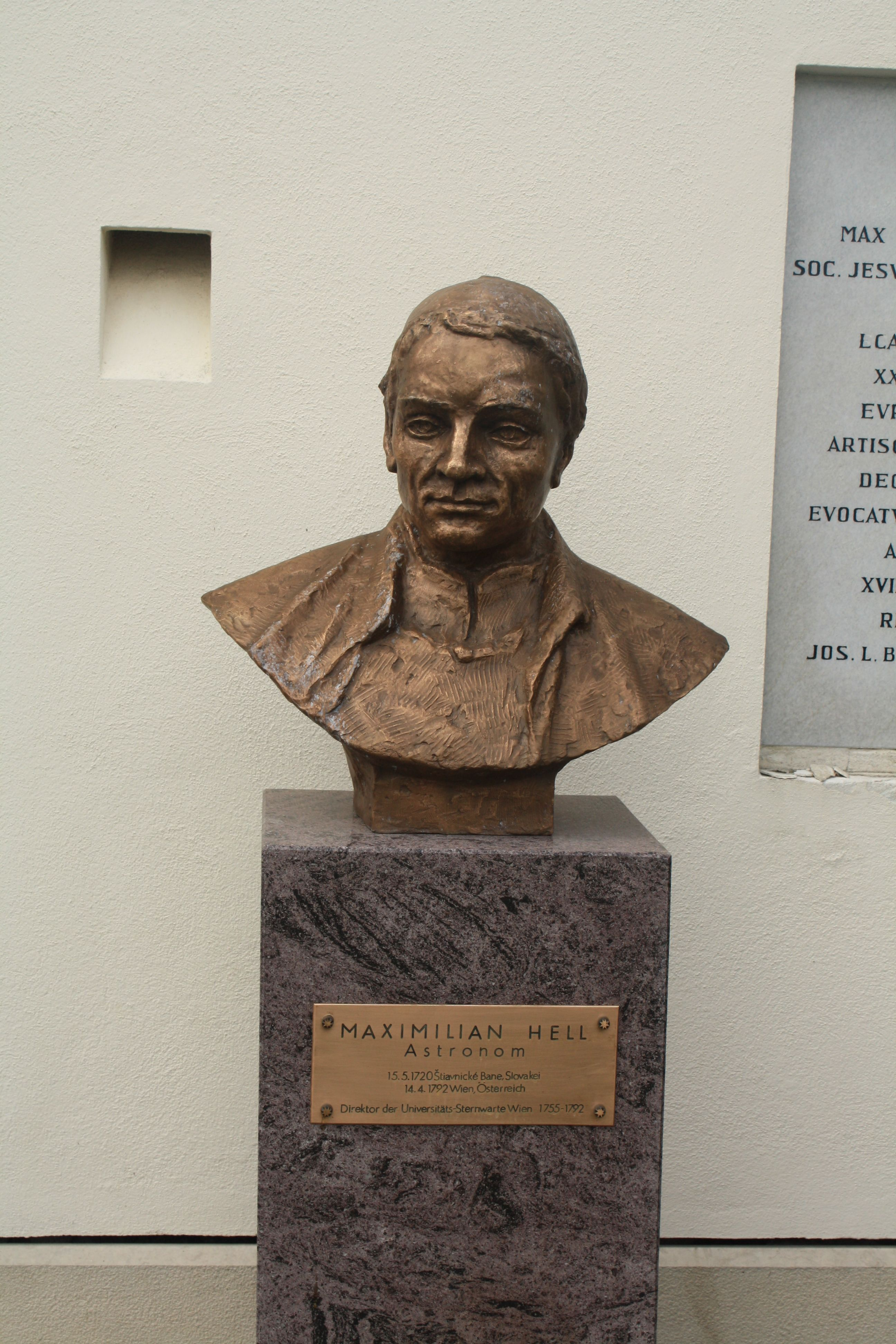
Bust al lui Hell la Cimitirul Romanticilor (în germană: Romantikerfriedhof) de la Maria Enzersdorf.

- Hell a fost membru al Academiei Regale Daneze de Științe și Litere, al Academiei din Trondheim și membru corespondent al Academiei Franceze de Științe.
- Un crater selenar, Hell (en:Hell (crater)), și un asteroid din centura principală, 3727 Maxhell (1981 PQ), îi poartă numele.
- O marcă poștală care îl reprezintă pe Maximilian Hell, în costum lapon a fost emis de Cehoslovacia în 1970, la cea de-a 250-a aniversare de la nașterea sa.

### Memoria în Austria
- În anul 1894 unei străzi din Viena (din cartierul Ottakring) i-a fost atribuit numele său: Hellgasse.
- Din anul 2012 muzeul Observatorului Astronomic din Viena îi poartă numele.
- Un bust al lui Hell este ridicat în cimitirul de la Maria Enzersdorf[27] din Austria Inferioară.

## În literatură
- Róbert Hász, A Vénusz vonulása (Tranzitul lui Venus) – roman istoric (2013).